# Droga krajowa nr 69 (Polska)
Droga krajowa nr 69 – oznaczenie dawnej drogi krajowej w Polsce długości 52 km.

## Historia

### 2000–2016
W 2000 r., w wyniku reformy sieci dróg krajowych, ówcześnie istniejące drogi krajowe: nr 94 Bielsko-Biała – Żywiec oraz nr 944 Żywiec – Milówka – Zwardoń – granica państwa zostały zastąpione przez nową drogę o numerze 69. Trasa ta, o długości 52 km, znalazła się w całości na obszarze województwa śląskiego i biegła z Bielska-Białej do granicy ze Słowacją w Zwardoniu.
4 sierpnia 2016 drogę krajową nr 69 na całej długości włączono w ciąg drogi krajowej nr 1, tym samym numer 69 wykreślono z ewidencji sieci dróg krajowych w Polsce.

#### Droga ekspresowa S69
W latach 2007–2015, na odcinkach stanowiących fragment północno-wschodniej obwodnicy Bielska-Białej: Żywiec – Przybędza i Milówka – Zwardoń, drogę rozbudowywano do parametrów drogi ekspresowej.

## Miejscowości na trasie DK 69

### Pierwotny przebieg
Od 4 sierpnia 2016 wszystkie niżej wymienione miejscowości leżą na trasie drogi krajowej nr 1:
- Bielsko-Biała (droga 52)
- Wilkowice
- Łodygowice
- Żywiec (droga 945, droga 946)
- Węgierska Górka
- Milówka
- Laliki (droga 943)
- Zwardoń